# Thielavia peruviana
Thielavia peruviana är en svampart som först beskrevs av Goch., och fick sitt nu gällande namn av Malloch & Cain 1973. Thielavia peruviana ingår i släktet Thielavia och familjen Chaetomiaceae.   Inga underarter finns listade i Catalogue of Life.